# Högkobben (vid Östra hamnen, Hangö)
Högkobben är en ö i Finland.   Den ligger i kommunen Hangö i den ekonomiska regionen  Raseborg  och landskapet Nyland, i den södra delen av landet, 120 km väster om huvudstaden Helsingfors.